# František Metelka
František Metelka (Vítkov, 8 aprile 1980) è un ex calciatore ceco, centrocampista.

## Carriera

### Club
Vanta più di 100 presenze nella massima divisione ceca con le maglie di Opava e Baník Ostrava, oltre a 28 incontri nella prima divisione slovena e a 13 sfide nell'Ekstraklasa.